# 馆陶县
馆陶县是河北省邯郸市下辖的一个县。位于河北省东南部，地处冀鲁豫接壤区，依傍蜿蜒流淌的卫运河，与山东省冠县、临清市隔河相望。东距济南160公里，西距邯郸75公里，北距北京420公里。县人民政府驻馆陶镇。
館陶縣先後榮獲中國蛋雞之鄉、中國黑陶藝術之鄉 、中國糧畫之鄉、中國輕工軸承之鄉、中國黃瓜之鄉、中國漆畫藝術之鄉、全國休閒農業和鄉村旅遊示範縣、全國電子商務進農村示範縣。近年先后获得“中国民间艺术之乡”、“全国科技进步先进县”、“全国计划生育先进县”、“国家级生态示范区建设试点县”、“全国农村饮水安全工程示范县”等30余项国家、省级荣誉。
館陶是千年古縣，趙王“在城（今冠縣東古城）西北七里陶丘側置館，故名館陶”，自西漢初置縣，已有2200多年曆史。

## 人口
根據第七次人口普查數據，截至2020年11月1日零時，館陶縣常住人口為307912人。

## 交通
- 106国道与 309国道交汇点。
- 青兰高速
- 邯济铁路

## 行政区划
馆陶县下辖4个镇、4个乡：
馆陶镇、房寨镇、柴堡镇、魏僧寨镇、寿山寺镇、王桥镇、南徐村乡和路桥乡。